# Itziar (prénom)
Itziar est un prénom féminin d'origine basque.
Tiré d'Itziar, un village dans la municipalité de Deba au Guipuscoa.

## Prénom
- Pour l'ensemble des articles sur les personnes portant ce prénom, consulter :
  - la liste des articles dont le titre commence par ce prénom
  - les listes produites par Wikidata : Liste des personnes de prénom « Itziar » — même liste en incluant les éventuels prénoms composés qui contiennent « Itziar ».